# Opération Rock and Roll
L'opération Rock and Roll est une action terroriste de l'Organisation de l'armée secrète durant laquelle des centaines de charges explosives sont mises à feu dans la nuit du 4 au 5 mars ou du 5 au 6 mars 1962, à Alger.

## Contexte
Cette attaque a lieu juste avant la reprise, le 7 mars 1962, des négociations qui aboutiront aux accords d'Évian. L'OAS tente d'empêcher cet accord de cessez-le-feu qui mettra fin à la guerre d'Algérie. Durant cette période, l'OAS perpètre de nombreux attentats, notamment en Algérie.

## Déroulement
Dans la nuit du 4 au 5 mars 1962, environ 120 explosions au plastic ont lieu à Alger, visant des maisons et magasins appartenant à des Algériens.

## Bilan
Au lendemain de l'attentat, Le Monde donne un bilan d'une dizaine de blessés. Les autorités arrêtent 17 auteurs, présentés devant un tribunal militaire spécial.